# Жванія Давид Важаєвич
Дави́д Важа́євич Жва́нія (20 липня 1967, м. Тбілісі, Грузинська РСР — 9 травня 2022, с. Новопокровка, Запорізька область, Україна) — український проросійський політик та підприємець грузинського походження.

## Життєпис
Народився 20 липня 1967 року у Тбілісі. Його родина була однією з найзнаніших у країні. Батько Давида Жванії — Важа Жванія за освітою фізик-філософ — викладав в університеті. Після захисту дисертації з теорії абсолютного та відносного, його запросили до ЦК на посаду заввідділу агітації та пропаганди для підготовки текстів виступів для партійного керівництва. Згодом батько працював ректором інституту підвищення кваліфікації вчителів. Мати — Луїза Жванія — лікар-гематолог — все життя пропрацювала у залізничній лікарні Тбілісі.
З 1973 року навчався в середній школі № 61 у Тбілісі, яку закінчив у 1984 році з відзнакою, після чого вступив до Тбіліського державного університету. Цей навчальний заклад він закінчив у 1991 році, здобувши кваліфікацію економіста за спеціальністю планування народного господарства.
У 1986—1988 роках проходив військову службу у лавах радянської армії у Тбілісі.
У 1991 році переїхав до України, громадянство України отримав лише у 1999 році. Тоді ж розпочав трудову діяльність у ЗАТ «Фірма „Торговий Дім“» на посаді менеджера агентського департаменту, а 1995 року переведений на посаду директора економіки та фінансів у ЗАТ «Фірма „Торговий Дім“». 1998 — призначений на посаду президента підприємства «Брінкфорд Конс. (Україна) Лімітед», після чого у 2001 році обійняв посаду голови правління ЗАТ «Брінкфорд».
У 1995 році батьки Давида Жванії переїхали до України і відтоді мешкали у Києві. Вони рано пішли з життя й поховані на Байковому кладовищі.
Згідно з повідомленням колишнього заступника Міністра МВС України Антона Геращенка, Давид Жванія загинув 9 травня 2022 року під час артилерійського обстрілу так званої «сірої зони» поблизу блокпосту біля села Новопокровка на Запоріжжі.
Невдовзі з'явилися версії появи Давида Жванії в «сірій зоні» в районі Новопокровки. Так, екснардеп Ігор Мосійчук, зазначивши, що його джерела у правоохоронних органах підтверджують загибель колишнього очільника МНС України, заявив, нібито Давида Жванію на тимчасово окупованій території чекали співробітники ФСБ.
За словами Мосійчука, Жванія мав поїхати до Москви, а потім повернутися до України. «Кажуть, він був одним з ключових представників наших псевдоеліт, які хочуть миру з Кремлем шляхом здачі національних інтересів в обмін на право формування маріонеткового пропутінського уряду», — зазначив Ігор Мосійчук. Вважається, що він був неофіційним представником компанії «Росатом», займаючись постачанням тепловидільних елементів на українські АЕС.
Політолог Віктор Уколов, підкресливши наявність у Давида Жванії російського паспорту, нагадав про отруєння Віктора Ющенка під час передвиборчої кампанії 2004 року. Жванія був присутній на тій самій вечері, після якої в опозиційного кандидата в президенти діагностували ураження токсинами. Також Уколов згадав про останні заяви Жванії — «брехня на Порошенка, яку він систематично поширював».

## Політична кар'єра
З 2002 року розпочав політичну кар'єру. Тоді його обрали до Верховної Ради України 4-го скликання від Блоку «Наша Україна», де працював у Комітеті з питань боротьби з організованою злочинністю і корупцією, очолював підкомітет з питань боротьби з організованою злочинністю та корупцією в правоохоронних та судових органах. У 2005 році призначений на посаду Міністра з питань надзвичайних ситуацій та у справах захисту населення від наслідків Чорнобильської катастрофи у уряді Юлії Тимошенко.
У 2004 році — заступник керівника штабу Блоку «Наша Україна», брав активну участь у подіях «Помаранчевої революції», член Комітету національного порятунку (листопад 2004 — січень 2005).
У 2006 році обраний народним депутатом України до парламенту 5-го скликання від Блоку «Наша Україна», а після дострокового припинення повноважень ВР 5-го скликання, у 2007 році був обраний народним депутатом 6-го скликання від Блоку «Наша Україна — Народна самооборона». Протягом ВР 5-го та 6-го скликань Давид Жванія працював у Комітеті з питань науки і освіти. Він очолював підкомітет з питань інтелектуальної власності та інноваційної діяльності.
У 2005 році був одним із засновників політичної партії «Наша Україна», але у грудні 2006 року залишив її з політичних мотивів. На початку 2007 року увійшов до новоствореної громадської організації «Народна самооборона».
У червні 2010 року створив та очолив у Верховній Раді депутатську групу «Право вибору». У грудні 2010 року увійшов до складу Комітету з економічних реформ при Президентові України.
У 2010—2012 роках — член Колегії партії Християнсько-демократичний союз.
На парламентських виборах 2012 року Давид Жванія був обраний народним депутатом від 140-го одномандатного виборчого округу. Балотувався як самовисуванець та безпартійний.
У Верховній Раді 7-го скликання він очолив Комітет з питань державного будівництва та місцевого самоврядування.
Позафракційний, з 12 грудня 2012 по 30 листопада 2013 роки був членом фракції «Партії регіонів».
27 квітня 2010 року голосував за ратифікацію Харківської угоди Януковича — Медведєва, тобто за продовження перебування Чорноморського флоту РФ на території України до 2042 року.
9 травня 2022 року Давид Жванія загинув від артилерійського вогню біля блокпоста рашистських окупантів у районі села Новопокровка Пологівського району Запорізької області. Також відомо, що мав російське громадянство та був неофіційним представником «Росатому».

## Родина
Був одруженим, мав 4 дітей, трьох доньок — Анну, Діану, Софію та сина Давида. Дружина — Оксана.

## Нагороди
- Орден «За заслуги» III ступеня (24 серпня 2013) — за значний особистий внесок у державне будівництво, соціально-економічний, науково-технічний, культурно-освітній розвиток України, вагомі трудові здобутки та високий професіоналізм[10].